# Самарская Лука (национальный парк)
«Сама́рская Лука́» — природный национальный парк на территории Самарской Луки в Самарской области. Вместе с Жигулевским заповедником им. И. И. Спрыгина входит в состав Средне-Волжского комплексного биосферного резервата, созданного под эгидой ЮНЕСКО.

## Общие сведения
Парк располагается на территории Волжского, Ставропольского и Сызранского административных районов Самарской области и в пределах городов Жигулёвска и Самары. В парк входит 100-метровая буферная зона акватории Куйбышевского водохранилища а также 33 населённых пункта сельского типа. Парк занимает 131,9 тыс. га и разделен на 9 участковых лесничеств.
Администрация парка находится в городе Жигулевск.
Национальный парк «Самарская Лука» имеет собственный флаг, эмблему и талисман — лисицу.

## История создания
Впервые идея дать территории нынешнего национального парка особый статус появилась ещё в начале XX века, когда профессор В. Н. Сукачёв в своей статье выдвинул идею о создании ООПТ в Жигулёвских горах. В 1927 году благодаря профессору И. И. Спрыгину здесь появился заповедник. За время своего существования его дважды закрывали.
В 1970-м году инициативная группа, действовавшая от имени общества охраны природы, предполагала создать на территории всей Самарской Луки не занятой заповедником — природный парк. Один из проектов, разработанных в то время, предусматривал застройку всего побережья непрерывной цепью высотных 40-этажных гостиниц, а территорию парка предполагалось рассечь густой сетью автотрасс. Но разработку проекта тогда приостановили на 15 лет до 1984 года.
Когда активисты-учёные вновь получили «зелёный свет», оказалось, что на Самарской Луке уже выросло более 10 тысяч дач, была отведена новая территория под карьерные разработки и построена Тольяттинская птицефабрика. За эти годы было разрушено множество степных экосистем, исчезли некоторые представители фауны, промышленные объекты испортили много окружающих ландшафтов.
Но уникальность национального парка «Самарская Лука» заключается в том, что он единственный в стране создавался благодаря общественному движению, а не по инициативе чиновников, как все прочие национальные парки. Документы для нового природоохранного учреждения создавались «с нуля» и применялась следующая практика: по любому вопросу формировалась бумага, которая подписывалась огромным количеством людей. Если бумага была серьёзной, её отправляли на подпись академикам, профессорам, с просьбой поддержать идею. Самые простые идеи отдавались на подпись населению. Формально имея характер «народного проекта», проект, по сути, был создан четырьмя людьми: Т. В. Тезиковой, А. С. Захаровым, Н. М. Матвеевым и Ю. К. Рощевским.
Наконец, постановлением Совета Министров РСФСР от 28 апреля 1984 г. № 161 на базе Жигулевского и Рождественского мехлесхозов Министерства лесного хозяйства РСФСР (Постановление СМ РСФСР от 28.04.1984, № 161) был создан государственный природный национальный парк (ныне национальный парк) «Самарская Лука».
26 июля 1985 года наконец начал действовать ГПНП «Самарская Лука». Его первым директором стал Е. Г. Тихонов. Одним из основных направлений деятельности национального парка является рекреация, поэтому в конце 80х годов возникла необходимость создания соответствующего отдела. В 1991 году состоялся экологический марафон «Самарская Лука» как идея экопросвещения. Рекреации уделялось всё больше внимания, и в это время были разработаны пять до сих пор действующих туристических маршрутов по территории национального парка: экскурсии в с. Ширяево, к пещере Степана Разина, на гору Верблюд, на Молодецкий курган и Каменную чашу.
После конференции «Самарская Лука-90» в г. Куйбышев участники предложили начать подготовку документов о включении Самарской Луки в список объектов всемирного наследия ЮНЕСКО, но это событие произошло лишь в 2006 году в связи с созданием Средневолжского комплексного биосферного резервата, куда помимо национального парка «Самарская Лука» вошёл также Жигулёвский государственный заповедник.
Нефтедобывающие предприятия и карьеры на территории нацпарка должны были закрыться, но произошёл конфликт интересов между общественниками и местным самоуправлением. На территории Самарской Луки до сих работают три карьера. Неоднократно проходили митинги с участием тысяч человек с призывами закрыть предприятия, несовместимыми с деятельностью национального парка, таких как Жигулёвский известковый завод и Жигулёвское карьероуправление. С 5 июля по 13 августа прошла многодневная акция протестующих против взрывов на Могутовой горе. В конце 90х такая же акция прошла в с. Рождествено.
В 1995 году вышел Федеральный закон «Об особо охраняемых природных территориях», повысивший статус национального парка, сочетание слов «государственный природный национальный парк» было заменено на «национальный парк». В 2001—2002 годах силами парка при поддержке администрации г. Тольятти в районе с. Жигули был заложен Бор Третьего тысячелетия. В 2007 году нацпарк посетил шведский король Карл XVI Густав.

## Физико-географические условия

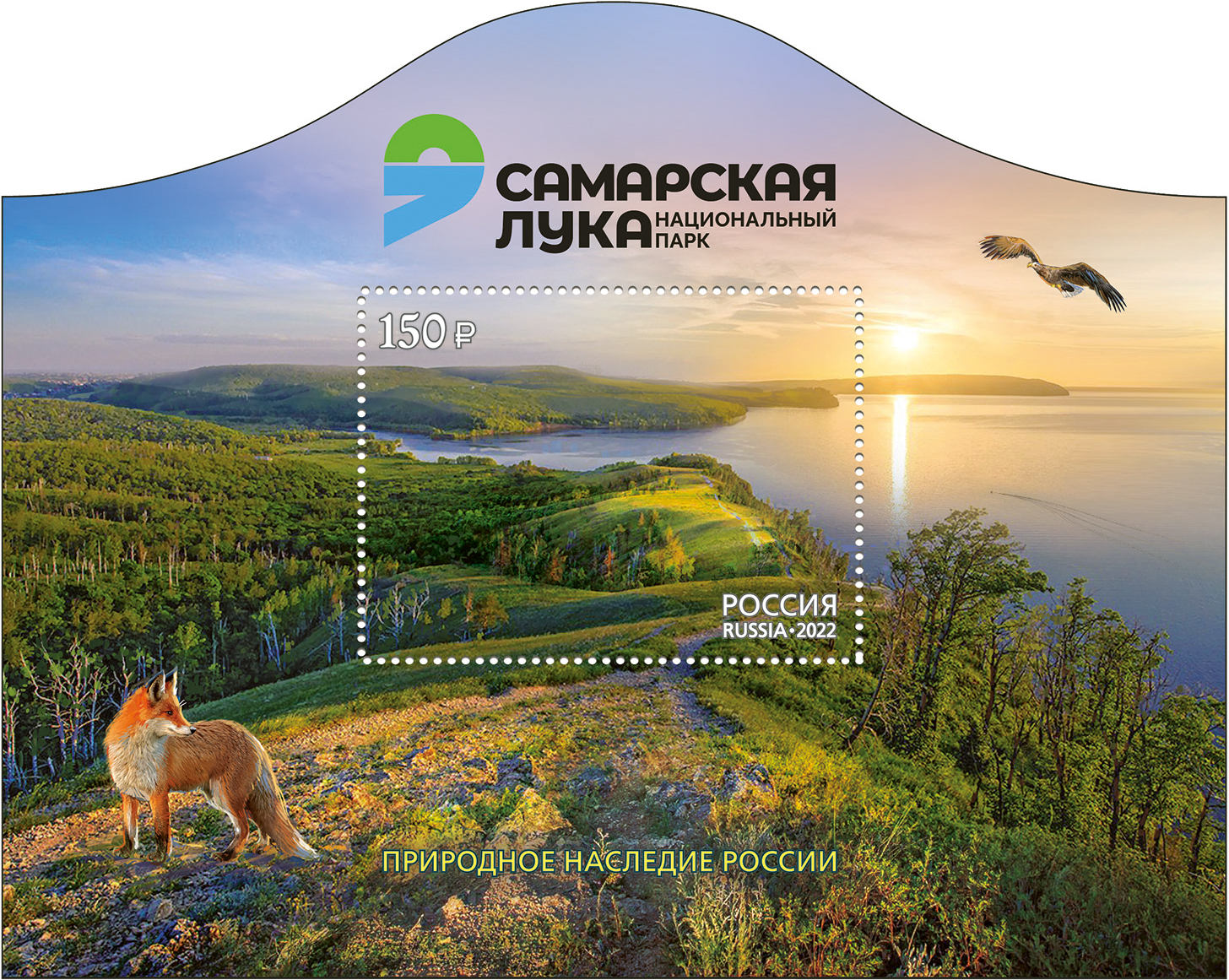
Почтовый блок 2022 год. Совместный выпуск Российской Федерации и Азербайджанской Республики. К 30-летию установления дипломатических отношений.

### Геология и рельеф
Самарская Лука располагается на границе двух крупных геоморфологических регионов — Приволжской возвышенности и Низкого Заволжья. Северную часть территории Самарской Луки занимают Жигулёвские горы (13 % всей территории) с наивысшими отметками до 381 м. К югу гористая местность переходит в нагорную часть Самарской Луки с общим падением уклона к р. Волге, с характерным переходом волнисто-овражистого рельефа в равнину. Волжские поймы занимают 9 % территории.
Район Самарской Луки сложен мощной толщей известняков и доломитов каменноугольного и пермского возраста. Коренные породы, кроме слоя покровных суглинков, нередко бывают покрыты щебнисто-глыбовыми продуктами выветривания мощностью 5—20 см. Почти вся толща коренных пород закарстована. Основным широко развитым геодинамическим процессом является карстообразование. Наибольшее распространение карстовые полости получили в восточной части территории, где зарегистрировано более 500 воронок и впадин размером от 1 до 100 м в длину и от 1 до 20 м в глубину.

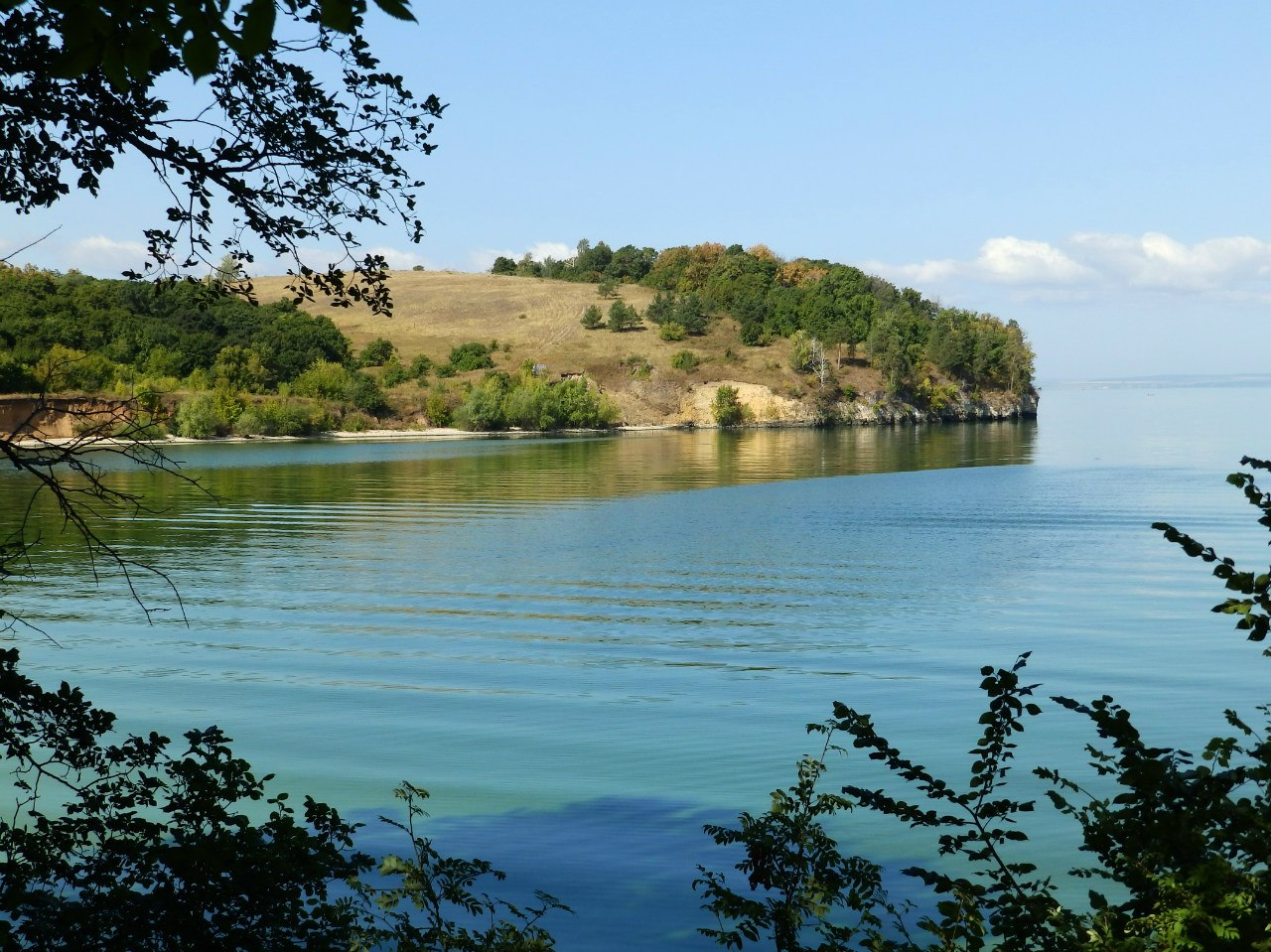
Усинский курган

### Гидрография
Единственной водной артерией Самарской Луки является р. Волга. Со строительством плотин на р. Волге образованы два водохранилища — Куйбышевское и Саратовское. Ширина на разных участках Саратовского водохранилища в пределах Самарской Луки колеблется от 1—2 км в межень до 13—15 км в половодье. Максимальные глубины 14—18 м. Средняя толщина льда на водохранилище составляет 0,7 м, максимальная — 1,1 м. В отдельных местах толщина льда достигает 1,5—2,0 м. Современный гидрологический режим р. Волги в пределах Самарской Луки складывается под воздействием работы Жигулевской ГЭС.

### Почвы
Территория находится на границе лесной и лесостепной зон, что обусловило разнообразие почвенного покрова. Здесь сформировались чернозёмы оподзоленные, выщелоченные и типичные, дерново-карбонатные почвы и, местами, серые лесные. Зональные черты распространения почв значительно нарушаются условиями рельефа, геологическим строением, контрастами растительного покрова. Большая часть территории, занятой чернозёмами, в настоящее время распахана. На территориях, подверженных водной эрозии, наблюдаются смытые почвы.

### Климат
На территории национального парка резко континентальный климат. В январе средняя температура — − 13 °С, в июле — 20,3 °С.

## Биологическое разнообразие

### Растительность
По ботанико-географическому районированию территория Самарской Луки входит в Восточно-Европейскую лесостепную провинцию Евроазиатской степной области. Здесь выделяются следующие растительные формации: восточно-европейские лесостепные и степные сосновые леса, восточно-европейские широколиственные леса, степи и сельхозугодья на их месте, растительность пойм.

Флора Самарской Луки насчитывает 1297 видов сосудистых растений. Наиболее древнее ядро сложено плиоценовыми реликтами — шаровница точечная, можжевельник казацкий, короставник татарский, шиверекия подольская, герань Роберта и др. Кроме того, здесь встречаются растения, сохранившиеся с ледникового периода: толокнянка обыкновенная, динлазий сибирский, ветреница алтайская, дуб черешчатый, лещина и др.

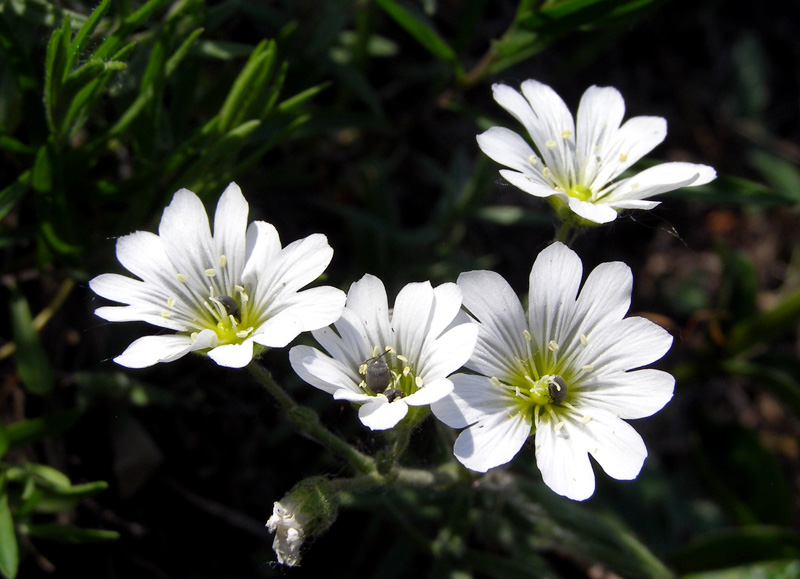
Ясколка жигулевская

По территории Самарской Луки проходят границы ареалов ряда видов растений. Особый научный интерес представляют растения — узколокальные эндемики Самарской Луки и Жигулевской возвышенности: качим Юзепчука, молочай жигулевский, ясколка жигулевская, качим жигулевский, тимьян жигулевский, солнцецвет монетолистный. К эндемикам более обширных территории Восточной Европы относятся свыше 60 видов растений: боярышник волжский, короставник татарский, гвоздика иглолистная, гвоздика волжская, колокольчик волжский, полынь солянковидная, незабудка Попова и др. Около 200 растений являются редким, 18 из них включены в Красную книгу РФ.
Среди лесов преобладают лиственные — 97,9 %, в том числе липняки, дубравы, осинники. Сообщества из других пород составляют небольшую долю: березняки, кленовники, сообщества с вязами гладким и шершавым, тополем чёрным, ясенем. Хвойные насаждения представлены сосной и искусственными посадками уже натурализировавшейся лиственницы.
Широколиственно-сосновые леса небольшими массивами встречаются на склонах и гребнях Жигулевских гор и представлены сосняками со вторым ярусом из широколиственных пород — дуба черешчатого, липы сердцевидной, клёна остролистного.
На крутых южных склонах произрастают сосновые остепнённые боры. Их древостой сформирован сосной обыкновенной, деревья часто корявые, низкорослые, не выше 10—15 м. В травяном покрове участвуют степные виды: овсец пушистый, типчак, осока стоповидная, подмаренник красильный. На крутых известняковых склонах произрастают также дубовые леса. Древостой невысокий, состоит из дуба черешчатого, иногда переходит в кустарниковые заросли. В подлеске заметную роль играет клён татарский, характерный для светлых сухих лесов. Обычны степные кустарники: карагана кустарниковая, слива колючая.
Луговые степи и остепнённые луга Самарской Луки приурочены как к гористому, так и равнинному рельефу. На Жигулёвских горах широко распространен один из вариантов луговых степей — каменистые степи. К флоре каменистых степей принадлежит большая часть эндемичных и реликтовых растений Самарской Луки.
Волжская пойма на большей части своей территории покрыта древесной и травянистой растительностью. Здесь встречаются ивовые, осокоревые, вязовые, дубовые леса. Травянистая растительность волжской поймы представлена лугами из канареечника, костреца безостого и пырея ползучего со значительной примесью в травостое разнотравья, образованного щавелем курчавым, окопником лекарственным, кровохлёбкой лекарственной, чистецом болотным, девясилом британским и др.
Есть на Самарской Луке и небольшие по площади болота, что для лесостепной зоны явление довольно редкое. В Рождественской низине сохранились Клюквенное и Моховое болота, однако, многие типичные болотные растения исчезли в результате торфоразработок в 30—40-е годы XX века.

### Животный мир
На территории национального парка отмечены 291 видом наземных позвоночных животных: 61 вид млекопитающих, 213 — птиц, 9 — пресмыкающихся, 8 видов земноводных. Ихтиофауна Самарской Луки насчитывает 61 вид и подвид.
В последние десятилетия благодаря природоохранной деятельности в национальном парке снова появились беркут, лебедь-шипун, обыкновенный бобр.

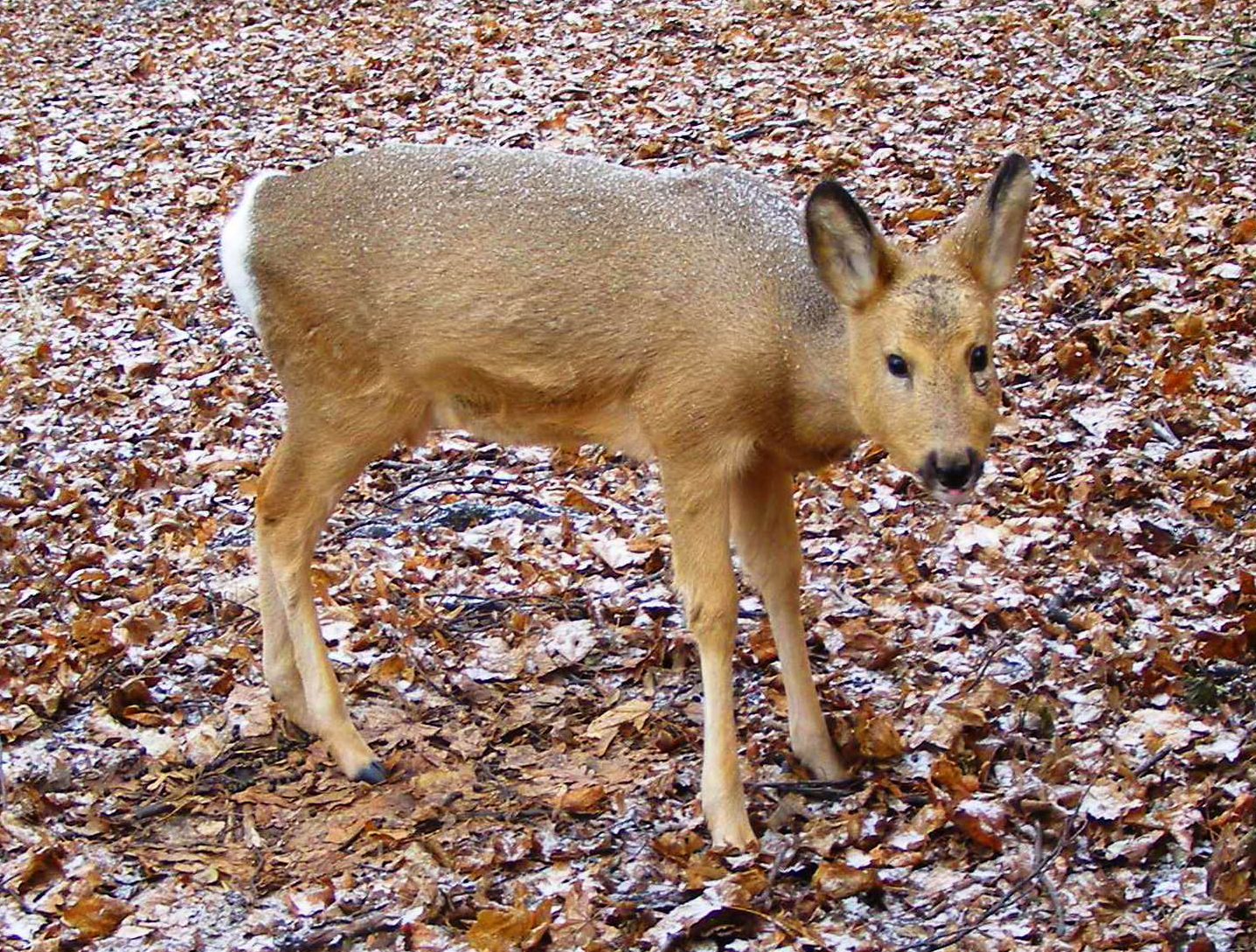
Детеныш сибирской косули

Своеобразие фауны Самарской Луки ярко выражено прежде всего в том, что не менее 30 % позвоночных животных обитают здесь на границе своих ареалов. Наряду с широко распространенными видами преобладают виды характерные для европейских широколиственных и хвойно-широколиственных лесов — соня-полчок, лесная соня, желтогорлая мышь, рыжая полевка, серая неясыть, клинтух, зелёный дятел, мухоловка-белошейка и др. Так же сибирские и таёжные виды — лось, заяц-беляк, полевка-экономка, длиннохвостая неясыть, мохноногий сыч, глухарь, зелёная пеночка и др. А в непосредственном соседстве с ними живут типично-южные и степные виды — обыкновенная слепушонка, малый суслик, степная мышовка, огарь, черноголовый хохотун, домовый сыч, полевой конек, болотная черепаха, разноцветная ящурка, водяной уж. Некоторые виды находятся у западных рубежей их распространения: большой суслик, желтоспинная трясогузка и др. Большой интерес представляют реликтовые виды, отделённые значительным расстоянием от своего основного ареала — обыкновенный слепыш, узорчатый полоз.
Самые крупные представители животного мира Жигулей — копытные: лось, кабан и косуля. Из крупных хищников здесь обитают волк, лисица, изредка встречается рысь и енотовидная собака. До недавнего времени на Самарской Луке обитала самая многочисленная группировка волков в области. Но в настоящее время популяция волков находится в угнетённом состоянии в результате антропогенного влияния. Из мелких хищных млекопитающих на Самарской Луке можно встретить горностая, ласку, лесную куницу и др.
На Самарской Луке насчитывается более 200 видов птиц, встречаются виды, включённые в Красные книги различного ранга.
Значительная часть обитающих на Самарской Луке видов здесь постоянно гнездится или обитает оседло, есть и виды, посещающие территорию (зимующие, кормящиеся, залетные) или пересекающие её во время миграций (пролётные).
Особую ценность среди оседлых птиц представляет так называемая боровая дичь — птицы из отряда куриных: глухарь, тетерев и рябчик. В былые времена они были весьма многочисленны. Сейчас же уже давно неслышно на Самарской Луке глухариных токов, а тетеревиные стали большой редкостью. Впрочем, есть и обратная тенденция в прежние времена орлан-белохвост был перелетным видом, который гнездился в наших краях, а на зиму откочевывал к югу, туда, где есть водоемы, не скованные льдом. После создания ГЭС на Волге в их нижних бьефах вода не замерзает даже в самые суровые зимы, и орлан превратился в оседлого жителя, он перестал покидать наши края на зиму.

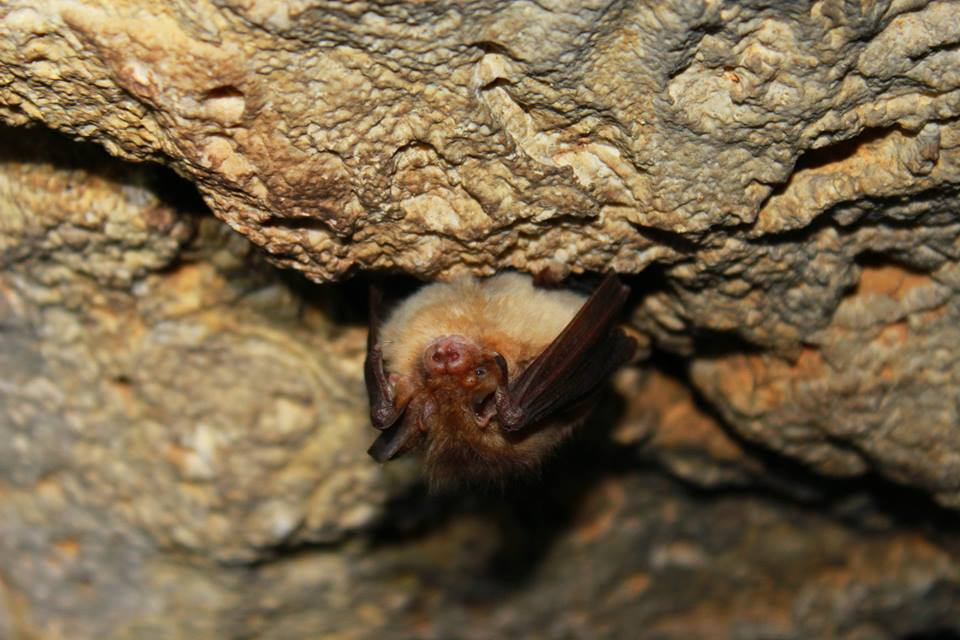
Летучая мышь в Ширяевских штольнях

Сочетание горных и пойменных ландшафтов на Самарской Луке создало уникальные условия для многочисленного и разнообразного населения рукокрылых. Учёные насчитывают 15 видов летучих мышей, постоянно обитающих в этих местах. Вечерницы, нетопыри и двухцветные кожаны, так же как и перелётные птицы, мигрируют на юг. А ночницы, кожаны и ушаны ведут оседлый образ жизни, зимуя в ближайших пещерах и заброшенных штольнях, образуя колонию численностью до 30 тыс. особей — самую большую в Европе. Во избежание беспокойства рукокрылых в зимнее время вход в некоторые штольни заблокирован решётками. Низкая рождаемость летучих мышей, сокращение площадки старых лесов, беспокойство на зимовках делают эту группу животных очень уязвимой. Из 14 видов рукокрылых, обитающих в Жигулевских горах, 6 рекомендовано для включении в Красную книгу Самарской области.
Богатое видовое разнообразие животного мира Самарской Луки, наличие в её составе значительного числа редких, реликтовых и эндемичных видов характеризует Самарскую Луку, как уникальное природное явление, достойное бережного сохранения и дальнейшего изучения.

## Памятники природы и культуры

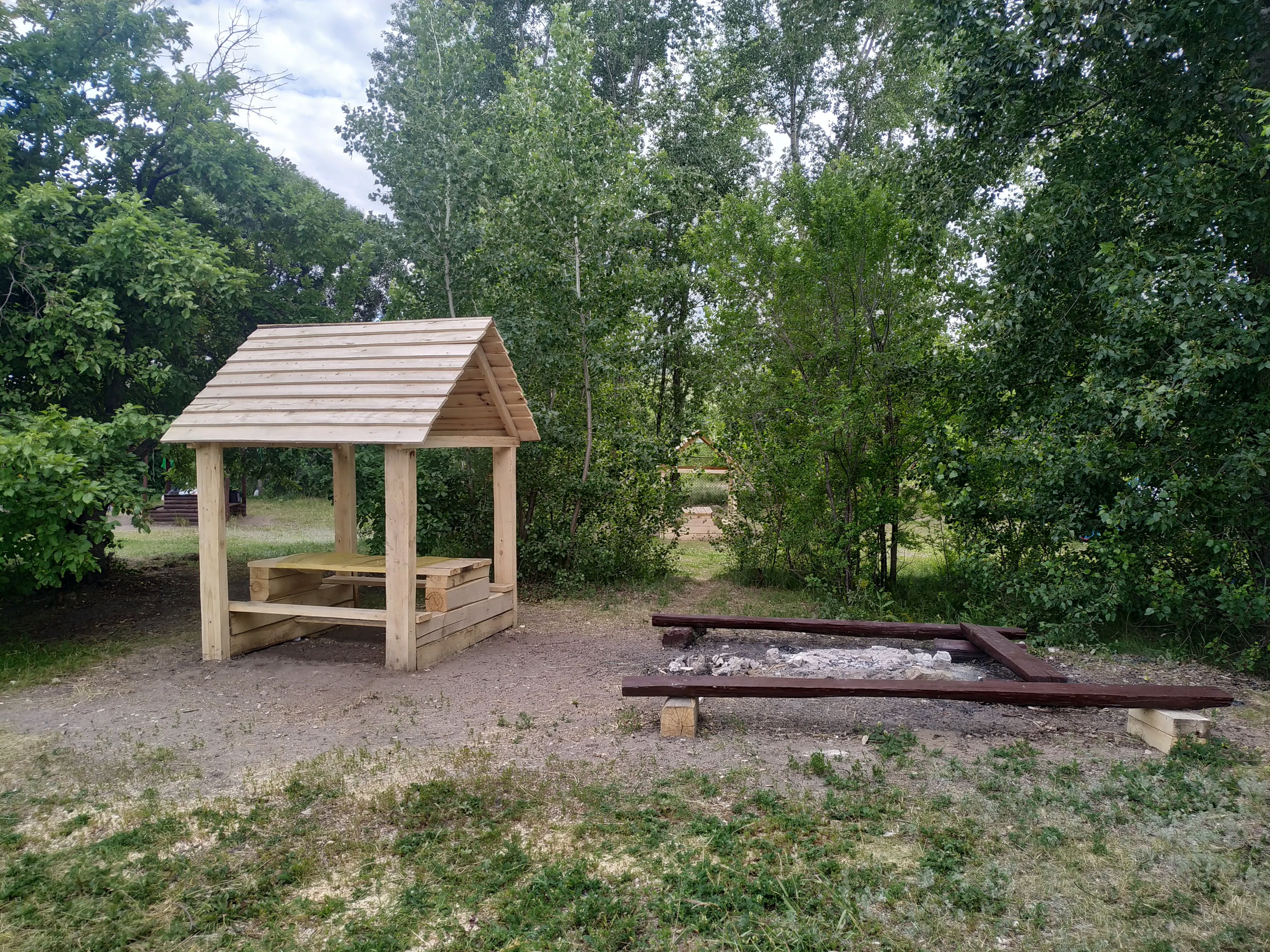
Одна из площадок для пикникового отдыха у Молодецкого кургана

Территория национального парка богата многочисленными природными памятниками и памятниками истории и культуры.
Молодецкий курган. Визитная карточка Жигулёвских гор и центральный объект посещения национального парка «Самарская Лука». Доступен для посещения. Имеет уникальные объекты природной среды, в частности каменистые степи. С этим объектом связано большое количество легенд, связанных со Степаном Разиным, волжскими богатырями и Волжской Булгарией. Возможна организация пикникового отдыха, наличие причала судов и бухты. Объект включён в официальный туристический маршрут национального парка «Самарская Лука».

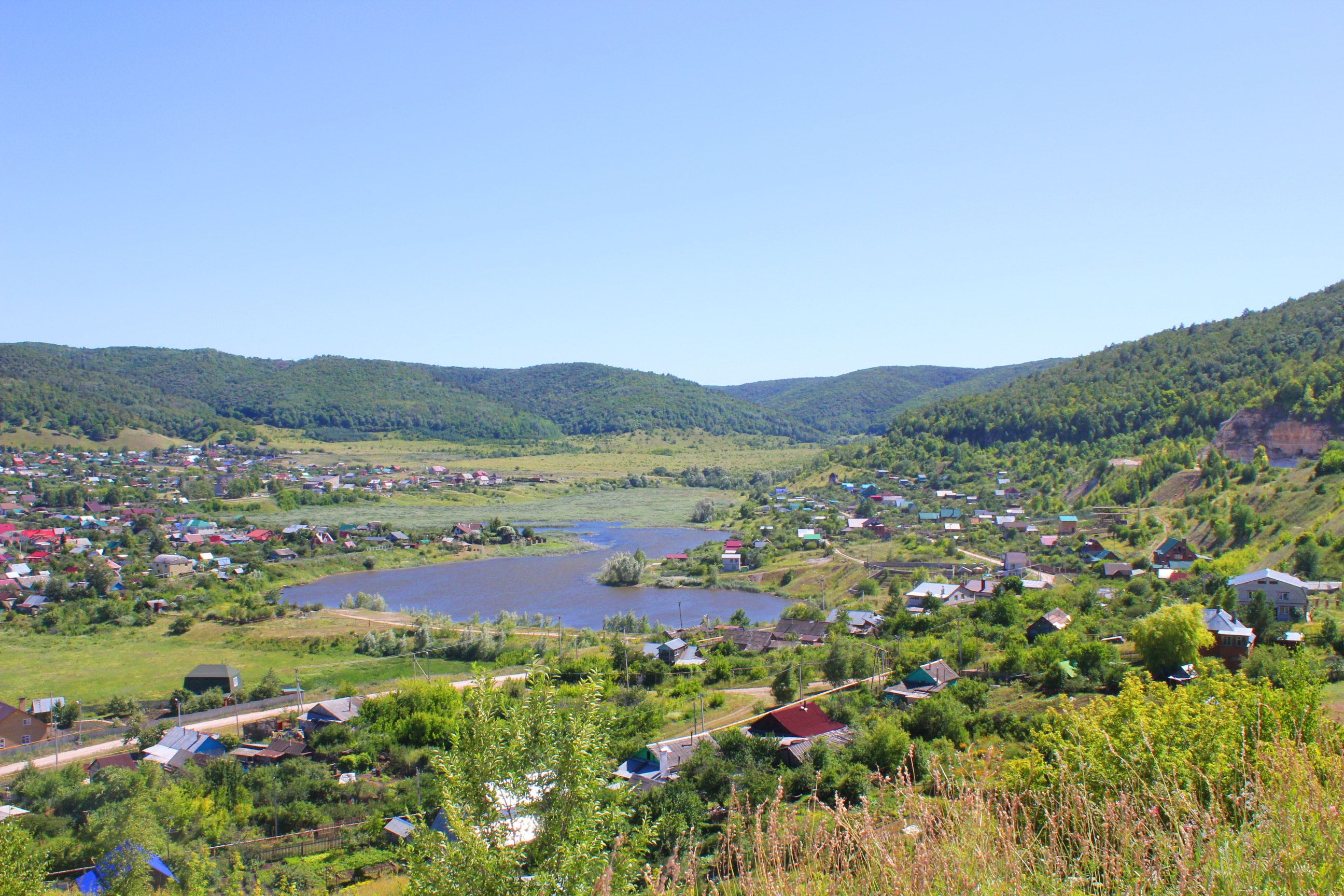
Вид с горы Поповой

Гора Попова. Расположена вблизи села Ширяево. Доступна для посещений. Рядом объекты историко-культурного наследия — остатки заводоуправления и печи промышленника Г. С. Ванюшина, штольни, а также историческое место — южная граница Волжской Булгарии. Смотровая площадка с видом на село Ширяево и Жигулевские ворота. В 10 км находится ещё два памятника природы — Каменная чаша и гора Верблюд. Гора Попова и Каменная Чаша включены в туристический маршрут «Самарская Лука».
Пещера Степана Разина. Природная пещера. С объектом связаны легенды о жигулевской вольнице, недалеко от объекта есть возможность рыбалки на удочку и спиннинг. Объект включен в туристический маршрут национального парка «Самарская Лука».
Помимо вышеперечисленных широко известных маршрутов к памятникам природы относятся и Вислый камень, Змеиный затон, Усинский курган, Мордовинская пойма и многое другое.
К самым известным памятникам истории и культуры относят дом управляющего усадьбой, конюшни и мельница Орловых-Давыдовых в селе Жигули, каменный дом купца Чукина в селе Аскулы, часовня Люпова вблизи села Ермаково и др.

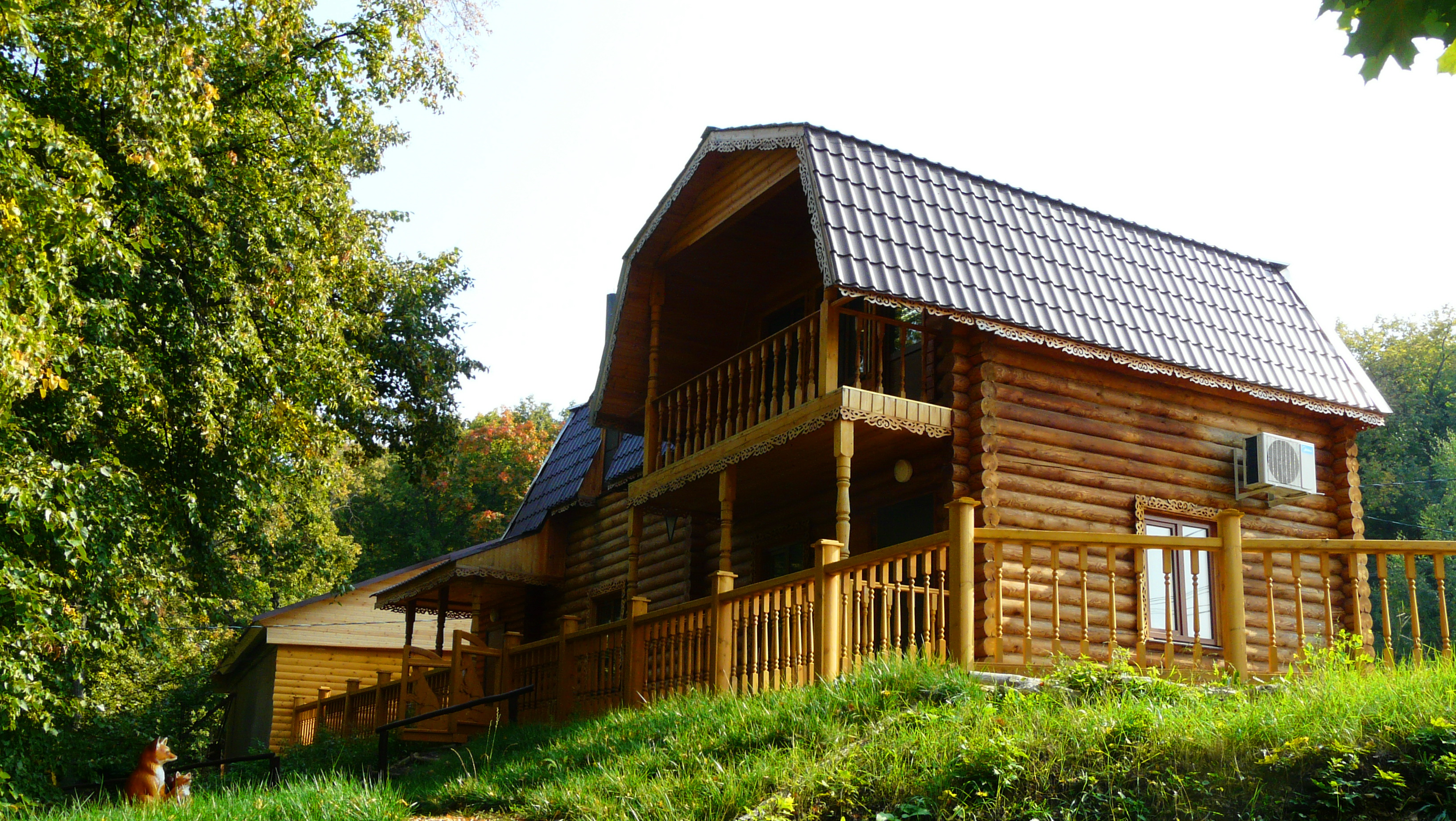
Дом-музей лисы

Из археологических объектов наибольший интерес представляет Муромский городок — одно из крупнейших поселений Волжской Болгарии IX—XIII вв. и памятник федерального значения. Другие памятники средневековья, а также более раннего времени — городище Лбище (раннее средневековье и железный век) и поселение Лбище (бронзовый век) у села Лбище, городища на Лысой горе, Задельной горе, Белой горе (железный век) и др.
Самарская Лука связана с именами легендарных для российской истории личностей — Ермака, Разина, Пугачева. А также с именами знаменитых деятелей культуры России — художников И. Е. Репина, Чернецовых, С. А. Иванова, писателей Г. Р. Державина, С. Г. Скитальца, А. М. Горького и многих других.
На территории национального парка «Самарская лука» расположены 6 музеев: дом-музей поэта А. Ширяевца, дом-музей художника И. Е. Репина, усадьба купца Вдовина в селе Ширяево, музей истории и быта в селе Большая Рязань, музей уфологии в селе Жигули, дом-музей Лисы на территории администрации национального парка «Самарская Лука».

## Проблемы с границами национального парка
Границы национального парка «Самарская Лука» уточнялись в 1984, 1989 и 2015 годах, внутри них сейчас находится 33 населенных пункта сельского типа. Из-за особого статуса этих территорий органы местного самоуправления не могут в полной мере реализовывать свои полномочия в границах населенных пунктов. Но основной вопрос стоял только по населенным пунктам городского округа Жигулевск. Еще в 1989 году из границ нацпарка были выведены собственно город Жигулевск и рабочий посёлок Яблоневый Овраг. В 2015 году эти населённые пункты ошибочно были включены в границы национального парка. В 2019—2021 годах координаты внешних границ нацпарка привели в соответствие с нормативными актами. А на данный момент решается вопрос об исключении сел побережья Волги (Ширяево, Солнечная Поляна, Зольный, Богатырь, Бахилова Поляна). На публичных слушаниях большинством голосов участников вопрос исключения населенных пунктов, входящих в состав городского округа Жигулевск, был одобрен.